# 武蔵砂川駅

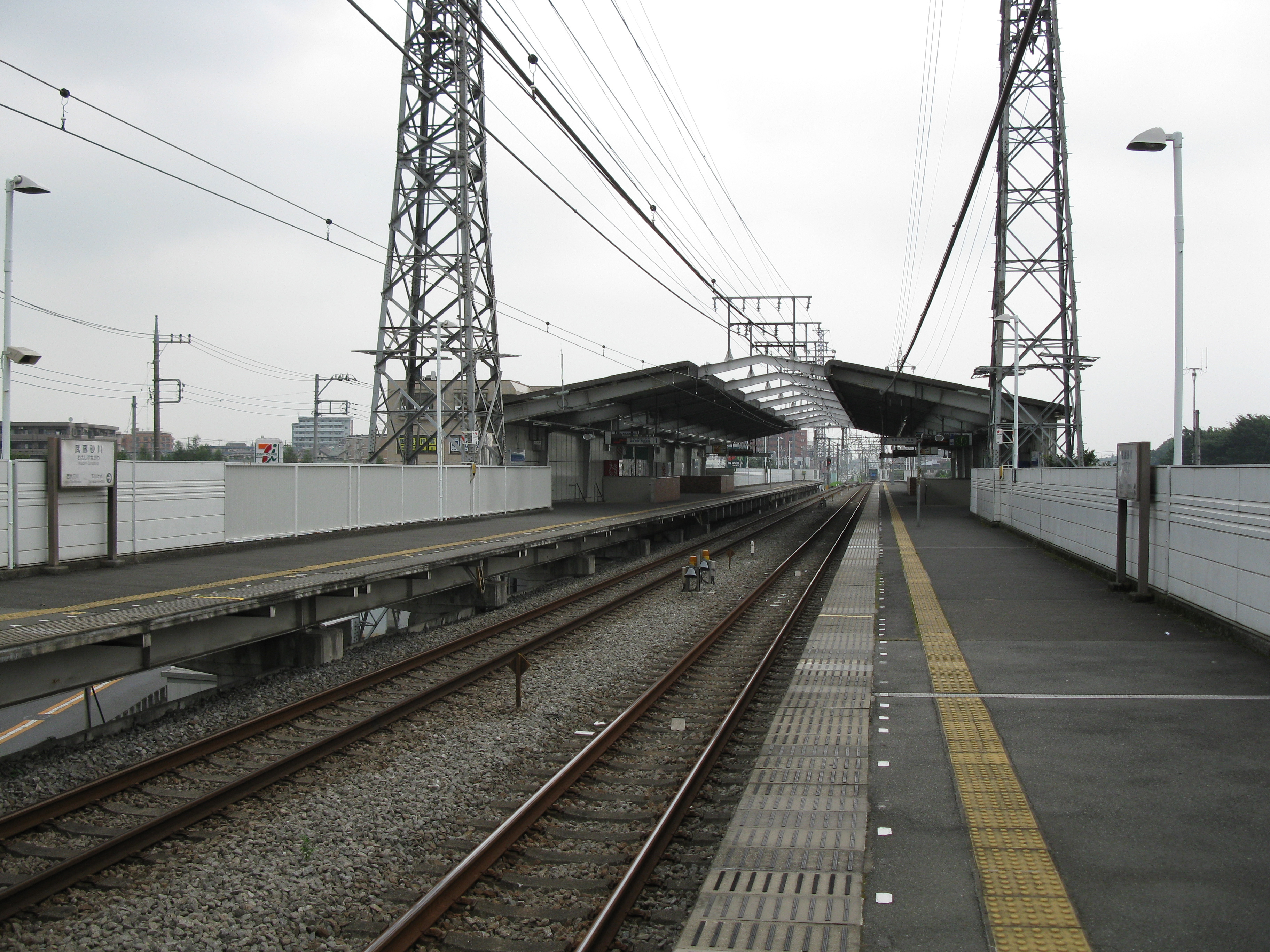
ホーム（2009年8月）

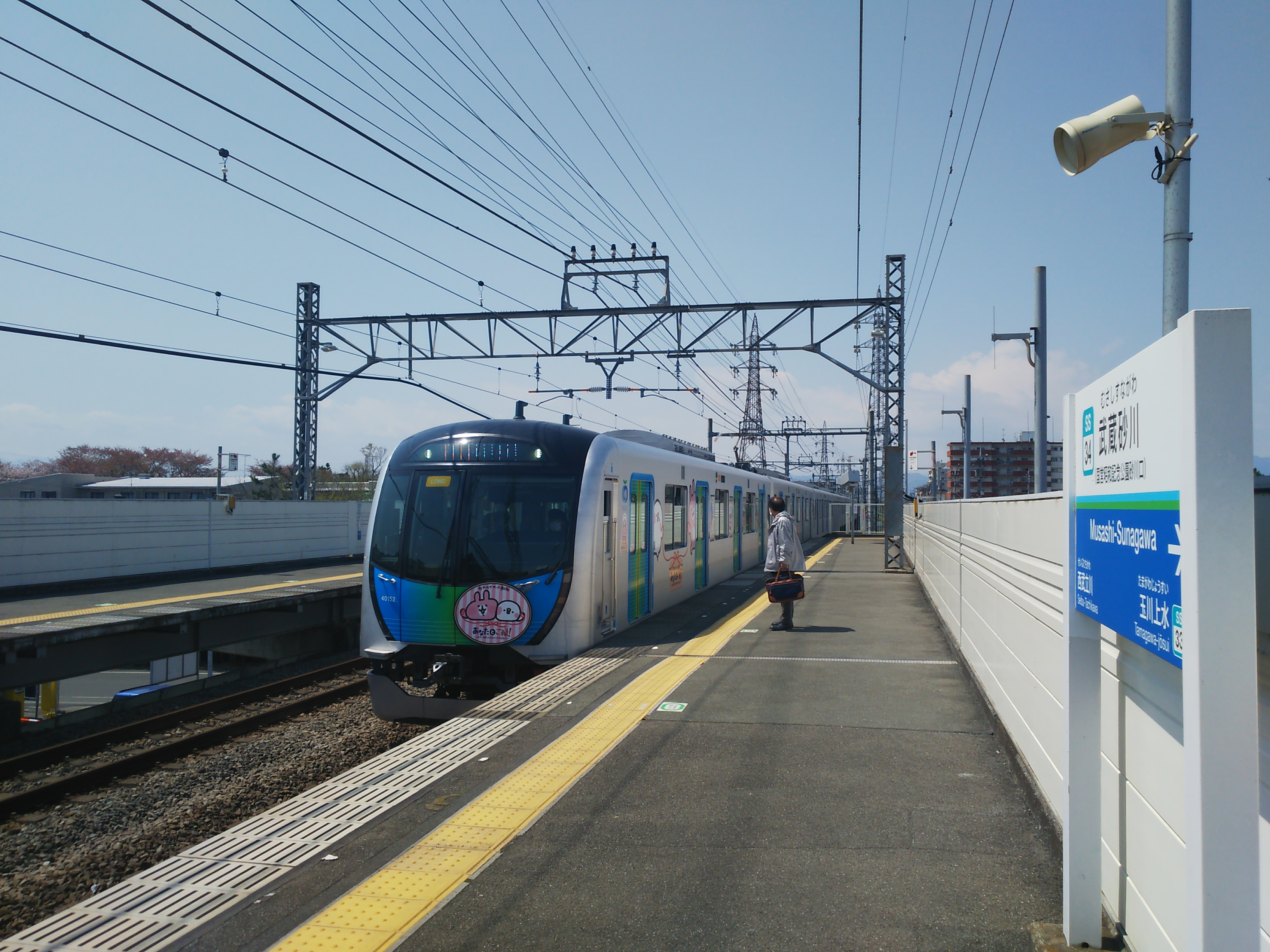
到着する40000系車両と駅名標（2020年4月）

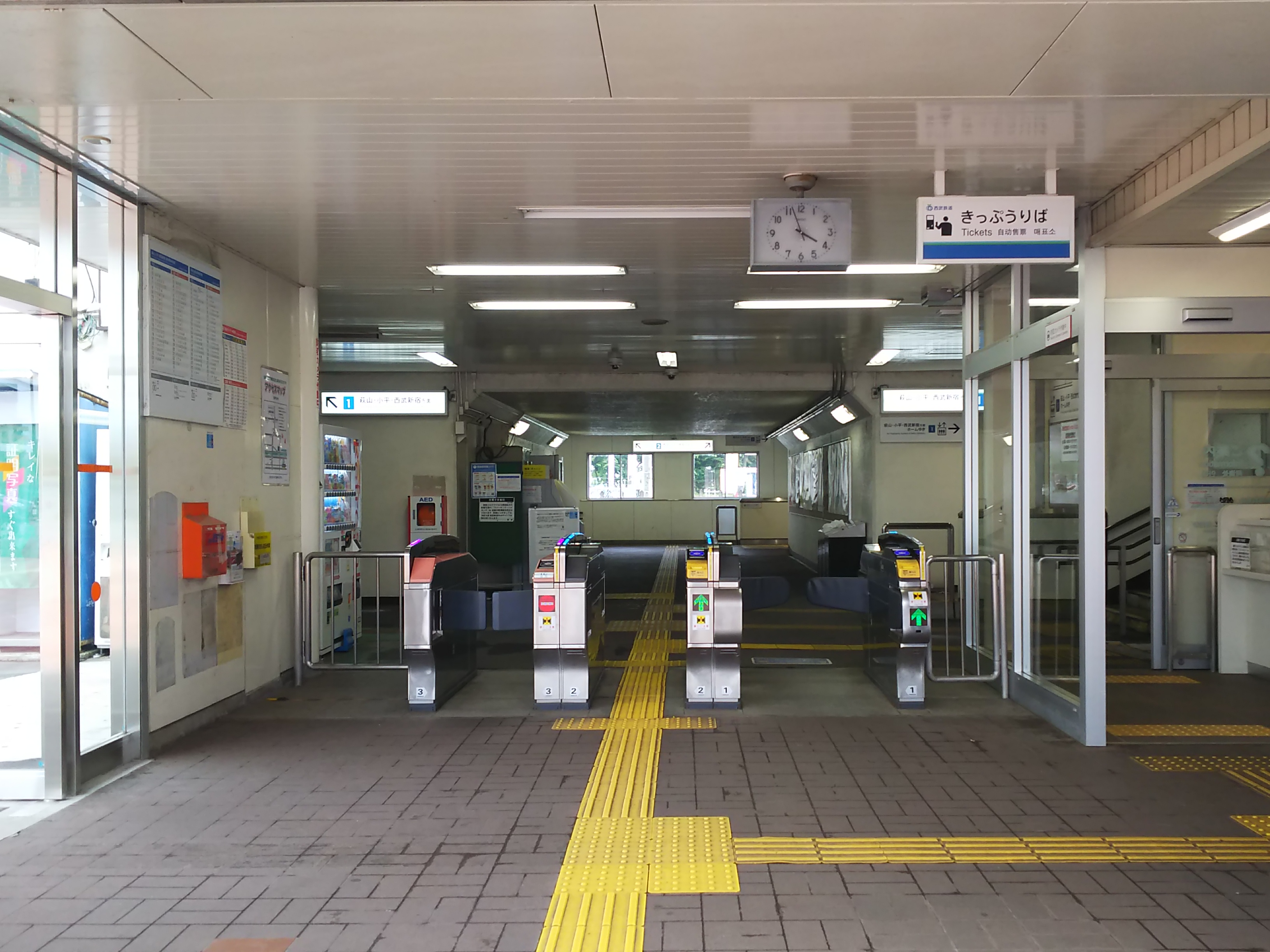
改札口　(2020年6月)

武蔵砂川駅（むさしすながわえき）は、東京都立川市上砂町五丁目にある、西武鉄道拝島線の駅である。駅番号はSS34。

## 歴史
- 1960年（昭和35年）：路線用地を買収するにあたり地権者に設置の約束がなされたとされる[1]。
- 1976年（昭和51年）5月：立川市と武蔵村山市の両市当局と議会関係者らが新駅設置促進協議会を結成[2][3]。
- 1979年（昭和54年）：請願新駅で合意[4]。
- 1980年（昭和55年）：線路は西武鉄道が、駅舎とホームは両市負担の協定が成立[1]。最終的な負担割合は日産負担分5000万円[5]を含め武蔵村山市が1億円、残部を立川市とした[4]。
- 1982年（昭和57年）7月[6]：当年度より建設[1]。
- 1983年（昭和58年）12月12日：開業[7]。開設記念式典は10日に挙行[8]。
- 2006年（平成18年）9月：LED式発車標を新設。
- 2014年（平成26年）2月：旅客用トイレ改修工事竣工、エレベーター使用開始。
- 2014年（平成26年）3月28日：駅リニューアル工事完了。駅名標に「国営昭和記念公園砂川口」を併記[9]。
- 2019年（平成31年）2月18日：駅前にロータリーを新設。供用開始。駅前を通る道路はロータリーの周りを迂回する形となった。
- 2025年（令和7年）3月25日：駅係員によるインターホンでご案内する遠隔対応駅へ変更するとともに、窓口での切符等の販売を終了[10]。

現在、西武拝島線の中で最も新しい駅であり、西武鉄道の中では練馬高野台駅、航空公園駅に次いで3番目に新しい。

## 駅名の由来
開業月の立川市広報では、駅の名前「武蔵砂川」、これは砂川町と武蔵村山市の地名にちなんで名付けたものとしている。設置までの協議にあっては上記年表のとおり（西武拝島線）新駅であり仮称は用いられていなかった。開業前の武蔵村山市議会において交通問題の質問に対し、『駅名を(仮称)見影橋駅としたい旨の話しもあるが、十分調整を図るよう立川市に申し入れてある』との答弁が行われている。

## 駅構造
相対式ホーム2面2線の高架駅。改札口は北側の1か所のみだが、南側へは改札外高架下の連絡通路で容易に抜けられる。

### のりば
| ホーム | 路線   | 方向 | 行先                     |
| ------ | ------ | ---- | ------------------------ |
| 1      | 拝島線 | 上り | 萩山・小平・西武新宿方面 |
| 2      | 拝島線 | 下り | 拝島方面                 |

## 利用状況
2024年度の1日平均乗降人員は12,150人であり、西武鉄道全92駅中64位。日産の工場が2000年代初期に閉鎖された後は利用客が一時減少したが、駅の北側にイオンモールむさし村山ミュー（現イオンモールむさし村山）が完成し、当駅がバス利用での最寄り駅となったため、利用客が増加した。しかし、2013年4月1日のバスダイヤ改正で日中の便が廃止された。
近年の1日平均乗降人員と乗車人員の推移は下表の通り。
| 年度               | 1日平均 乗降人員 | 1日平均 乗車人員 | 出典     |
| ------------------ | ---------------- | ---------------- | -------- |
| 1992年（平成04年） |                  | 4,721            | [ * 1 ]  |
| 1993年（平成05年） |                  | 4,901            | [ * 2 ]  |
| 1994年（平成06年） |                  | 4,992            | [ * 3 ]  |
| 1995年（平成07年） |                  | 4,872            | [ * 4 ]  |
| 1996年（平成08年） |                  | 4,918            | [ * 5 ]  |
| 1997年（平成09年） | 9,839            | 5,079            | [ * 6 ]  |
| 1998年（平成10年） | 9,984            | 5,101            | [ * 7 ]  |
| 1999年（平成11年） | 10,041           | 5,115            | [ * 8 ]  |
| 2000年（平成12年） | 10,086           | 5,118            | [ * 9 ]  |
| 2001年（平成13年） | 9,784            | 4,851            | [ * 10 ] |
| 2002年（平成14年） | 9,553            | 4,855            | [ * 11 ] |
| 2003年（平成15年） | 9,573            | 4,866            | [ * 12 ] |
| 2004年（平成16年） | 9,262            | 4,699            | [ * 13 ] |
| 2005年（平成17年） | 9,293            | 4,721            | [ * 14 ] |
| 2006年（平成18年） | 9,484            | 4,827            | [ * 15 ] |
| 2007年（平成19年） | 9,747            | 4,948            | [ * 16 ] |
| 2008年（平成20年） | 10,153           | 5,126            | [ * 17 ] |
| 2009年（平成21年） | 10,309           | 5,178            | [ * 18 ] |
| 2010年（平成22年） | 10,218           | 5,148            | [ * 19 ] |
| 2011年（平成23年） | 10,225           | 5,116            | [ * 20 ] |
| 2012年（平成24年） | 10,563           | 5,301            | [ * 21 ] |
| 2013年（平成25年） | 10,789           | 5,439            | [ * 22 ] |
| 2014年（平成26年） | 10,972           | 5,532            | [ * 23 ] |
| 2015年（平成27年） | 11,331           | 5,712            | [ * 24 ] |
| 2016年（平成28年） | 11,687           | 5,885            | [ * 25 ] |
| 2017年（平成29年） | 11,897           | 5,991            | [ * 26 ] |
| 2018年（平成30年） | 12,203           | 6,146            | [ * 27 ] |
| 2019年（令和元年） | 12,255           | 6,169            | [ * 28 ] |
| 2020年（令和02年） | 9,195            |                  |          |
| 2021年（令和03年） | 10,123           |                  |          |
| 2022年（令和04年） | 11,196           |                  |          |
| 2023年（令和05年） | 11,760           |                  |          |
| 2024年（令和06年） | 12,150           |                  |          |

## 駅周辺
- 残堀川
- 玉川上水（駅の南西400m程の地点で残堀川と立体交差する）
- 砂川用水　砂川三番付近の一部だけ開渠区間があり、駅から徒歩10分程度
- 五日市街道(東京都道7号杉並あきる野線)
- セブン-イレブン 立川武蔵砂川駅前店
- マルエツ武蔵砂川店
- 立川市立立川第五中学校
- 阿豆佐味天神社 (立川市砂川町)
- 立川市立上砂川小学校
- 立川市上砂地域福祉サービスセンター
- 国営昭和記念公園砂川口（約1.5km）、玉川上水口（約2km） - 砂川口の最寄駅（徒歩約20分）。
- イオンモールむさし村山（旧「ダイヤモンドシティ・ミュー」） - 日産自動車村山工場の跡地に建設された。
- ヤマダデンキYAMADA web.com 武蔵村山店
- プリンスの丘公園（北へ約1.5km・日産自動車村山工場跡地）
- 武蔵村山病院
- 立川市見影橋公園
- ラウンドワンスタジアム武蔵村山店

2006年10月6日、立川市は「武蔵砂川駅周辺地区まちづくり方針（案）」を策定、発表した。

### バス路線
- 立川市民バス（くるりんバス）　砂川支線（平日のみ）
  - 玉川上水駅方面：西武立川駅北口 - 武蔵砂川駅 - 砂川公園前 - 玉川上水駅 - 上水営業所（構内）　
  - 西武立川駅北口方面：上水営業所（構内）- 西武立川駅北口

駅前ではないが、他に徒歩連絡可能な停留所が近隣の日産通り上(金比羅橋停留所)及び五日市街道上(砂川二番停留所)にあり、金比羅橋では、箱根ケ崎駅、イオンモール方面と立川市役所、立川駅方面へのバスに乗り換えることができ、五日市街道上の停留所(砂川二番停留所)では、松中方面、泉市民体育館、立飛本社前方面へのバスに乗り換えることが可能である。運行はいずれも立川バス福生営業所である。

かつては武蔵村山市内循環バス（MMシャトル）の武蔵砂川ルートが当駅に乗り入れていたが、利用者減などを理由に2022年（令和4年）4月1日に廃止された。
- 武蔵村山市内循環バス（MMシャトル）
  - 武蔵砂川ルート（平日、休日共に朝晩のみ）：春名塚 -（イオンモール）- 武蔵砂川駅 - イオンモール - 春名塚

## 隣の駅
西武鉄道
 拝島線
■拝島ライナー（上りは乗車専用）・■急行・■準急・■各駅停車
玉川上水駅 (SS33) - 武蔵砂川駅 (SS34) - 西武立川駅 (SS35)